# DIN 1302
Die DIN-Norm DIN 1302 legt allgemeine mathematische Zeichen und Begriffe fest. Eine repräsentative Auswahl davon wird hier aufgeführt. Zur vollständigen Liste und zu den Definitionen wird auf den Originaltext verwiesen.

## Pragmatische Zeichen
Bei den pragmatischen Zeichen handelt es sich nicht um mathematische Zeichen im engeren Sinn. Ihre Bedeutung wird erst durch den Benutzer und eine Anwendungssituation von Fall zu Fall präzisiert. Beispiele:
{\displaystyle x\approx y} (ungefähr gleich), {\displaystyle x\ll y} (wesentlich kleiner), {\displaystyle x{\mathrel {\widehat {=}}}y} (entspricht),
{\displaystyle x\doteq y} (gerundet gleich), {\displaystyle \infty \,} (unendlich),  …  (und so weiter bis / und so weiter (unbegrenzt)), {\displaystyle \,\Delta x} (Delta {\displaystyle x})

## Allgemeine Mathematische Relationen und Verknüpfungen
Beispiele:
{\displaystyle x=y} (gleich), {\displaystyle x\neq y} (ungleich), {\displaystyle x\,{\stackrel {\text{def}}{=}}\,y} (definitionsgemäß gleich),
{\displaystyle x<y} (kleiner), {\displaystyle x\geq y} (größer gleich),
{\displaystyle x+y} (plus; Summe), {\displaystyle x-y} (minus; Differenz),
{\displaystyle x\cdot y} oder {\displaystyle xy} (mal; Produkt) – in DIN 1338 ist auch das {\displaystyle \,\times } in Angaben wie {\displaystyle 10{\text{ cm }}\times \,15{\text{ cm}}} zugelassen,
auf Tastaturen werden auch die Zeichen {\displaystyle \,\times } und {\displaystyle \ast } verwendet, die aber in mathematischen Formeln nicht gebraucht werden sollen,
{\displaystyle {\frac {x}{y}}} oder {\displaystyle x/y} (durch; Quotient) – in einigen Anwendungen wird auch {\displaystyle x:y} geschrieben,
auf Tastaturen wird auch das Zeichen {\displaystyle \div } verwendet, das aber in Formeln nicht gebraucht werden soll,
{\displaystyle \sum _{i=m}^{n}x_{i}} (Summe), {\displaystyle \prod _{i=m}^{n}x_{i}} (Produkt),
{\displaystyle f\sim g} oder {\displaystyle f\varpropto g} (proportional)

## Besondere Zahlen und Verknüpfungen
Beispiele:
{\displaystyle 0} (null; {\displaystyle 0+x=x} für alle {\displaystyle x}), {\displaystyle 1} (eins; {\displaystyle 1\cdot x=x} für alle {\displaystyle x}), {\displaystyle \pi } (pi; Kreisumfang zu Durchmesser), {\displaystyle \mathrm {e} } (e; Basis des natürlichen Logarithmus),
{\displaystyle x^{n}} ({\displaystyle x} hoch {\displaystyle n}), {\displaystyle {\sqrt[{n}]{x}}} ({\displaystyle n}-te Wurzel {\displaystyle x}; {\displaystyle {\sqrt[{n}]{x}}\geq 0}, wenn {\displaystyle x\geq 0}), {\displaystyle n\,!} ({\displaystyle n} Fakultät), {\displaystyle {\tbinom {x}{n}}} ({\displaystyle x} über {\displaystyle n}),
{\displaystyle \operatorname {sgn} x} (Signum {\displaystyle x}), {\displaystyle \vert x\vert } ({\displaystyle x} Betrag), {\displaystyle {\text{int }}x}, {\displaystyle {\text{frac }}x} (ganzzahliger und gebrochener Anteil von {\displaystyle x})

## Komplexe Zahlen
Beispiele mit {\displaystyle z} als komplexe Zahl, {\displaystyle x,\,y} als reelle Zahlen in {\displaystyle z=x+\mathrm {i} \;y} :
{\displaystyle \mathrm {i} } oder in der Elektrotechnik {\displaystyle \mathrm {j} } (imaginäre Einheit),
{\displaystyle \operatorname {Re} \,z} (Realteil {\displaystyle z}; {\displaystyle \operatorname {Re} \,z=x}), {\displaystyle \operatorname {Im} \,z} (Imaginärteil {\displaystyle z}; {\displaystyle \operatorname {Im} \,z=y}),
{\displaystyle {\bar {z}}} oder {\displaystyle \,z^{*}} ({\displaystyle z} konjugiert(-komplex)), {\displaystyle \arg z} (Argument von {\displaystyle z})

## Zahlenmengen
Beispiele:
{\displaystyle \mathbb {Z} } oder {\displaystyle {\mathsf {Z}}} (Menge der ganzen Zahlen), {\displaystyle \mathbb {C} } oder {\displaystyle {\mathsf {C}}} (Menge der komplexen Zahlen),
{\displaystyle (a,b)} oder {\displaystyle ]a,b[}   (offenes Intervall), {\displaystyle [a,b]}   (abgeschlossenes Intervall)

## Grenzwerte
Beispiele:
{\displaystyle b=\lim _{x\to a}f(x)} (Limes für {\displaystyle x} gegen {\displaystyle a}),
{\displaystyle f\simeq g} (asymptotisch gleich)

## Differenziation, Integration
Beispiele:
{\displaystyle f'(x_{0})} oder {\displaystyle \left({\frac {\mathrm {d} f}{\mathrm {d} x}}\right)_{\!x_{0}}}  ({\displaystyle f} Strich von {\displaystyle x_{0}} oder {\displaystyle \mathrm {d} f} nach {\displaystyle \mathrm {d} x} in {\displaystyle x_{0}}),
{\displaystyle f'} oder {\displaystyle {\frac {\mathrm {d} f}{\mathrm {d} x}}} oder in bestimmten Zusammenhängen {\displaystyle {\dot {f^{\;}}}}   (Ableitung überall dort, wo {\displaystyle f} differenzierbar ist),
{\displaystyle f''}, {\displaystyle f'''}, … , {\displaystyle f^{(n)}} oder {\displaystyle {\frac {\mathrm {d} ^{n}f}{\mathrm {d} x^{n}}}};   {\displaystyle {\ddot {f^{\;}}}}, … (mehrfache Ableitung)
{\displaystyle {\frac {\partial f}{\partial x_{k}}}} (partielle Ableitung)
{\displaystyle \int f(x)\,\mathrm {d} x} , {\displaystyle \int \limits _{a}^{b}f(x)\mathrm {d} x} (unbestimmtes und bestimmtes Integral)
{\displaystyle F(x){\underset {x=a}{\overset {x=b}{\mid }}}} oder {\displaystyle F\;{\underset {a}{\overset {b}{\mid }}}} (an den Grenzen)

## Exponential- und Logarithmusfunktionen
Beispiele mit {\displaystyle z} als komplexe Zahl, {\displaystyle x,\,y} als reelle Zahlen:
{\displaystyle \exp z} oder {\displaystyle \mathrm {e} ^{z}} , (e hoch {\displaystyle z}, Exponentialfunktion),
{\displaystyle \log _{y}x} (Logarithmus von {\displaystyle x} zur Basis {\displaystyle y}), {\displaystyle \ln x} (natürlicher Logarithmus), {\displaystyle \lg x} (dekadischer Logarithmus), {\displaystyle \operatorname {lb} x} (binärer Logarithmus),
auch {\displaystyle \log x} ist zulässig, wenn die Basis getrennt vereinbart wird

## Kreis- und Hyperbelfunktionen sowie ihre Umkehrungen
{\displaystyle \sin z,\cos z,\tan z,\cot z} (Sinus, Kosinus, Tangens, Kotangens),
{\displaystyle \sinh z,\cosh z,\tanh z,\coth z} (Hyperbelsinus …),
{\displaystyle \arcsin x,\arccos x,\arctan x,\operatorname {arccot} x} (Arkussinus …),
{\displaystyle \operatorname {arsinh} x,\operatorname {arcosh} x,\operatorname {artanh} x,\operatorname {arcoth} x} (Areahyperbelsinus …),
auch {\displaystyle \sec z,\csc z} (Sekans, Kosekans) werden definiert.

## Weitere Zeichen
Weitere mathematische Zeichen werden in speziellen Normen festgelegt, zum Beispiel 
- zu Vektoren, Matrizen und Tensoren in DIN 1303 Vektoren, Matrizen, Tensoren; Zeichen und Begriffe
- zu Logik und Mengenlehre in DIN 5473 Logik und Mengenlehre; Zeichen und Begriffe
- zu Fourier-, Laplace- und Z-Transformation in DIN 5487 Fourier-, Laplace- und Z-Transformation; Zeichen und Begriffe
- für Naturwissenschaft und Technik in DIN EN ISO 80000-2 Größen und Einheiten – Teil 2: Mathematik